# Стишова, Елена Михайловна
Еле́на Миха́йловна Стишо́ва (род. 7 июня 1936, Москва, СССР) — советский и российский кинокритик, киновед, историк кино, культуролог и журналист. Заслуженный деятель искусств Российской Федерации (2007).

## Биография
Родилась 7 июня 1936 года в Москве.
В 1958 году окончила филологический факультет МГУ имени М. В. Ломоносова.
Работала корреспондентом ТАСС по вопросам культуры, а также редактором в журнале «Советский экран».
С 1974 года — редактор журнала «Искусство кино», с 1994 года — заведующая отделом российского кино.
С 1989 года — преподаватель киноведческого факультета Всероссийского государственного университета кинематографии имени С. А. Герасимова.
С 1997 года — кинообозреватель «Независимой газеты».
Автор статей в ежегоднике ВНИИ искусствознания, в журналах «Искусство кино», «Кино» (Рига), «Советский экран», а также в газетах «Экран и сцена», «Независимая газета», «Литературная газета», «Общая газета». Совместно с К. А. Щербаковым выступала соредактором журнала «Кинофорум», посвящённого кинематографу стран СНГ и Балтии. В течение нескольких лет занималась изучением гендерной проблематики в отечественном кино, а также принимала участие в создании первой электронной энциклопедии по истории русского феминизма.
Член Академии кинематографических искусств «Ника». Член экспертного совета Гильдии киноведов и кинокритиков России. Член Международной федерации кинопрессы. Член жюри Чебоксарского международного кинофестиваля, Уральского фестиваля российского кино.

## Личная жизнь
Муж — Владимир Шагаль, востоковед. Сын — Максим Стишов, российский сценарист и прозаик.

## Публикации

### Книги
- Стишова Е. М. Близкое прошлое: статьи, рецензии, заметки. — Киев: Мыстэцтво, 1989. — 289 с.
- Стишова Е. М. Территория кино. Постсоветское десятилетие. — М.: Поматур, 2001. — 399 с.
- Стишова Е. М. Российское кино в поисках реальности. Свидетельские показания. — М.: Аграф, 2013. — 464 с. — (Кабинет визуальной антропологии). — ISBN 978-5-7784-0446-5.

### Рецензии
- Стишова Е. М. По голливудским лекалам // Независимая газета. — 09.02.2001.
- Стишова Е. М. Всё, что было загадано. «С любовью, Лиля», режиссёр Лариса Садилова // Искусство кино. — 2003. — № 3.
- Стишова Е. М. Последнее танго уходящего лета. «Шик», режиссёр Бахтиер Худойназаров // Искусство кино. — 2003. — № 3.
- Стишова Е. М. Марина Разбежкина, Время жатвы (2004) // Искусство кино. — 2004. (на английском языке)
- Стишова Е. М. На глубине. «Возвращение», режиссёр Андрей Звягинцев // Искусство кино. — 2004. — № 1.
- Стишова Е. М. Двойной портрет на плэнере (О фильме Как я провел этим летом) // kinopressa.ru. — 2010.
- Стишова Е. М. Дикое поле — Перемирие, режиссёр Светлана Проскурина // Искусство кино. — 2010. — № 8.
- Стишова Е. М. Venceremos! Родина или смерть, режиссёр Виталия Манского // Искусство кино. — 2011. — № 8.
- Стишова Е. М. Не зарастёт на сердце рана // Независимая газета. — 31.01.2012. (копия)
- Стишова Е. М. Мне не больно // Искусство кино. — 04.10.2013.
- Стишова Е. М. Короткий фильм о предательстве. «Долгая счастливая жизнь», режиссёр Борис Хлебников // Искусство кино. — 2013. — № 3.
- Стишова Е. М. Адреналин. «Легенда № 17», режиссёр Николай Лебедев // Искусство кино. — 2013. — № 5.
- Стишова Е. М. Аутсайдер в контексте. «Географ глобус пропил», режиссёр Александр Велединский // Искусство кино. — 2013. — № 8.
- Стишова Е. М. Декалог от Андрея Звягинцева. «Левиафан», режиссёр Андрей Звягинцев // Искусство кино. — 2014. — № 7.
- Стишова Е. М. Верните прошлое! // Искусство кино. — 12.09.2014.

### Статьи
- Стишова Е. М. Умерла Нея Зоркая // Российская газета. — № 4199.

## Награды
- Премия Гильдии киноведов и кинокритиков России в категории «Кинокритика в периодических изданиях» (1999)
- Заслуженный деятель искусств Российской Федерации (2007)[4].
- Премия фестиваля «Белые Столбы-2014» «За личный вклад в отечественную киножурналистику» (2014)
- Премия «Ника» «За вклад в кинематографические науки, критику и образование» (2020)[5]

## Интервью
- Елена Фанайлова. Образ Кавказа в современном кинопроцессе и медиа // Радио Свобода. — 02.09.2007.
- Манцов Игорь. Сигнальные огни в болоте // Перемены.ру.